# Verbandsgemeinde Herxheim
Verbandsgemeinde Herxheim é uma associação municipal da Alemanha localizada no distrito de Südliche Weinstraße, no estado da Renânia-Palatinado.

## Composição
A associação municipal é composta por 4 comunidades:
1. Herxheim bei Landau/Pfalz (sede)
2. Rohrbach
3. Insheim
4. Herxheimweyher

## Política
Cadeiras ocupadas na associação municipal:
|      | SPD | CDU | FDP | GRÜNE | FWG | Total       |
| 2009 | 8   | 12  | 2   | -     | 6   | 28 Cadeiras |
| 2004 | 5   | 14  | -   | 2     | 7   | 28 Cadeiras |